# Neopanorpa carpenteri
Neopanorpa carpenteri är en näbbsländeart som beskrevs av Cheng 1957. Neopanorpa carpenteri ingår i släktet Neopanorpa och familjen skorpionsländor. Inga underarter finns listade i Catalogue of Life.